# Монтюрель
Монтюре́ль (фр. Monthurel) — коммуна во Франции, находится в регионе Пикардия. Департамент коммуны — Эна. Входит в состав кантона Эссом-сюр-Марн. Округ коммуны — Шато-Тьерри.
Код INSEE коммуны — 02510.

## Население
Население коммуны на 2010 год составляло 150 человек.
| 1962 | 1968 | 1975 | 1982 | 1990 | 1999 | 2010 |
| ---- | ---- | ---- | ---- | ---- | ---- | ---- |
| 80   | 96   | 94   | 122  | 117  | 121  | 150  |

## Экономика
В 2010 году среди 86 человек трудоспособного возраста (15—64 лет) 66 были экономически активными, 20 — неактивными (показатель активности — 76,7 %, в 1999 году было 71,1 %). Из 66 активных жителей работали 63 человека (34 мужчины и 29 женщин), безработных было 3 (2 мужчин и 1 женщина). Среди 20 неактивных 6 человек были учениками или студентами, 9 — пенсионерами, 5 были неактивными по другим причинам.